# Lipowy Dwór
Lipowy Dwór (niem. Lindenhof) – osada w Polsce położona w województwie warmińsko-mazurskim, w powiecie giżyckim, w gminie Miłki. W latach 1975–1998 miejscowość administracyjnie należała do województwa suwalskiego.
Przed 1945 rokiem właścicielem majątku był Otto Bludau. Według danych z przełomu lat 30. i 40., posiadał on 278 hektarów pola, w tym 160 ha pól i ogrodów, 56 ha łąk, 50 ha pastwisk, 4 ha lasu do wyrębu i 8 ha nieużytków.
Po 1945 w Lipowym Dworze funkcjonował PGR, a majątek obecnie jest własnością prywatną.
W okolicy liczne bunkry i schrony, pochodzące z lat 30., pozostałość po Giżyckim Rejonie Umocnionym. Obok wsi znajduje się rów przeciwpancerny, zbudowany latem 1944 roku, w ramach rozbudowy systemu fortyfikacji. Rów przeciwpancerny łączył się z siecią grobli na Łąkach Staświńskich.